# Arsaces av Pontus
Arsaces av Pontus, död 37 f. Kr., var regerande kung av Pontus mellan 37 f.Kr. - 37 f. Kr.